# Старий-Рас
Старий Рас (серб. Стари Рас / Stari Ras; лат. Arsa), знаний в часі як Рас, було одним із перших столичних міст середньовічної сербської держави Рашка. Правителями були жупани Рашки. Розташований в області Рашка або Сенджак (турецька назва) сучасної Сербії, місто знаходиться прямо в центрі ранньосередньовічної держави, що стала розширюватися у всіх напрямах.

## Історія

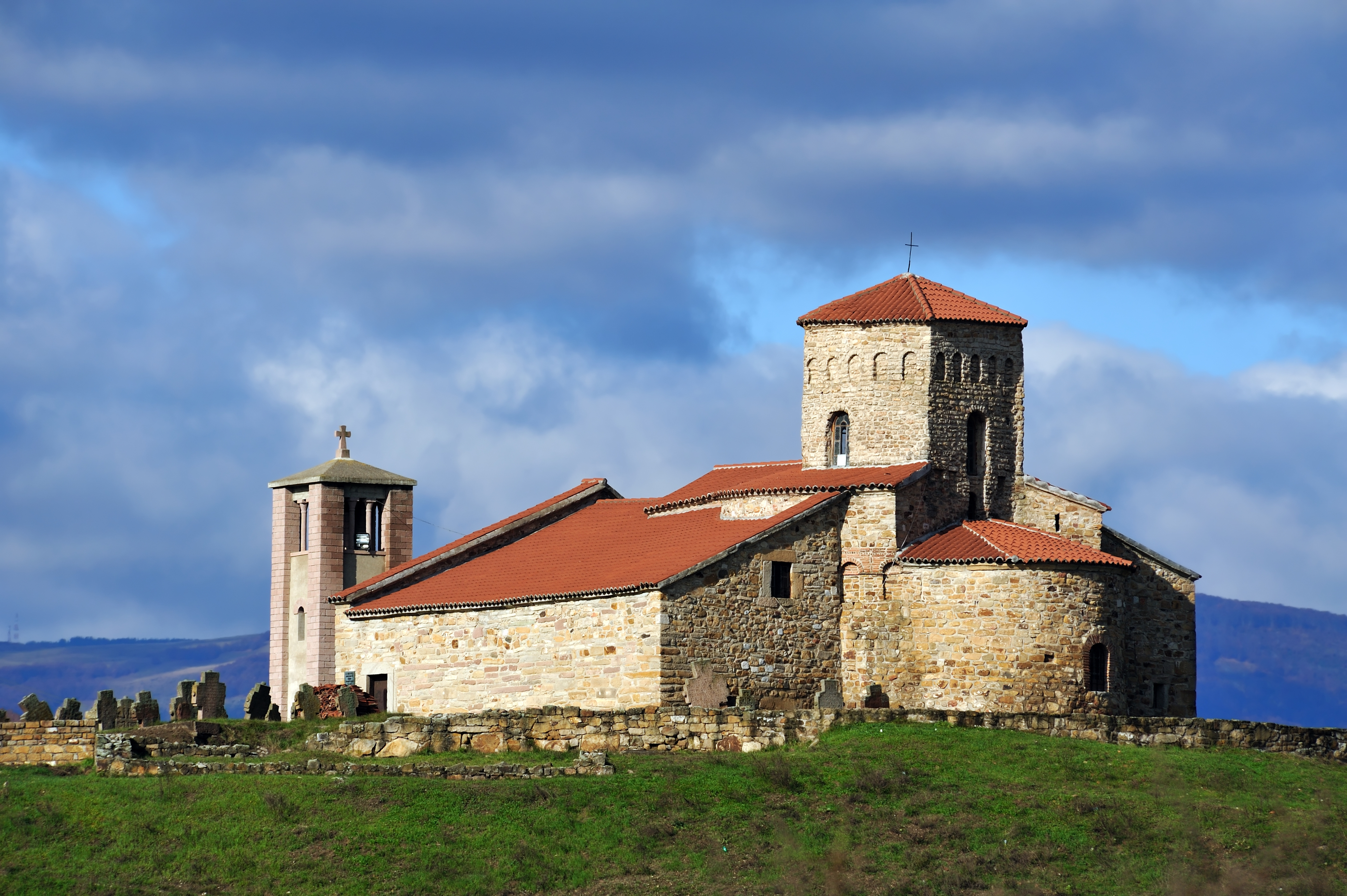
Петрова церква — найдавніша зі збережених церков Сербії

Старий Рас заснований між 9-м та 10-м століттями н. е. і був покинутий жителями в 13-му столітті. Його розташування було пріоритетнім в регіоні, знаним як Стара Сербія, на перехресті доріг між Адріатичним морем та ранніми державами (жупами) Зети, Боснії на заході та Косово на сході.
На території Старого Раса знаходиться церква Св. Петра і Павла (т.з. Петрова церква) — найстарша зі збережених в Сербії церков, в якій відбувались середньовічні церемонії коронації сербських монархів.
На сьогодні від Старого Раса залишились численні монументальні залишки фортець, соборів та монастирів. Місцерозташування Старого Раса разом з Сопочанським монастирем сьогодні належить до заповідної зони, що охороняється ЮНЕСКО.
43°17′31″ пн. ш. 20°36′56″ сх. д. / 43.29194° пн. ш. 20.61556° сх. д.